# Océanite frégate
Pelagodroma marina
Genre
Espèce
Synonymes
- Procellaria aeguorea
- Procellaria marina

Statut de conservation UICN

 LC  : Préoccupation mineure
L'Océanite frégate (Pelagodroma marina) est une espèce d'oiseaux de mer de la famille des Oceanitidae, l'unique représentante du genre Pelagodroma.

## Description

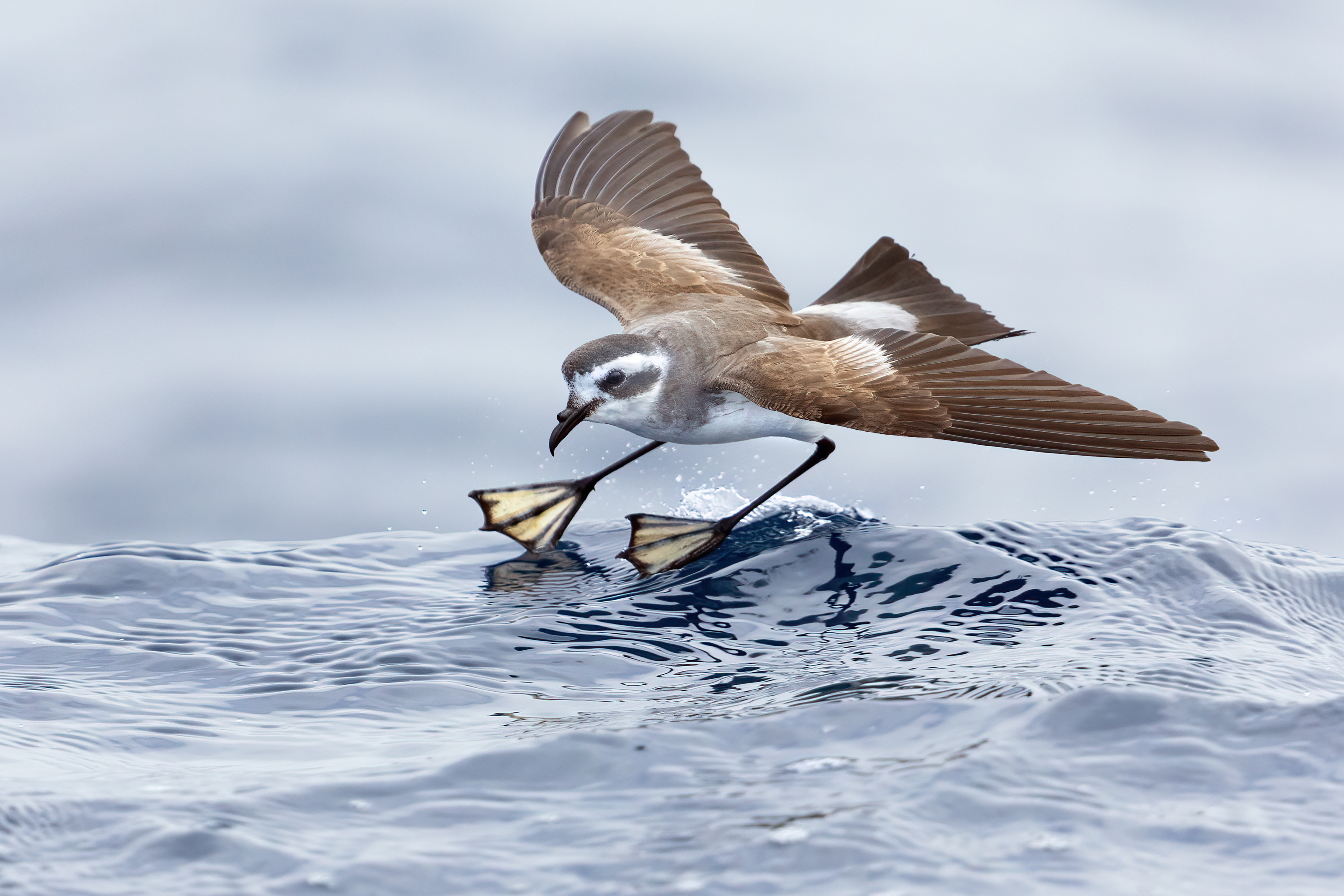
Une océanite frégate au large d'Hobart, Australie. Février 2022.

Elle mesure 19 à 21 cm pour une envergure de 41 à 44 cm. C'est le seule océanite d'Europe et du bassin méditerranéen dont le dessous est blanc. Elle ressemble à l'océanite de Wilson mais est légèrement plus grande, avec un bec et des pattes plus longues.

## Sous-espèces
D'après la classification de référence (version 14.1, 2024) de l'Union internationale des ornithologues elle possède 6 sous-espèces :
- Pelagodroma marina hypoleuca, (Webb, Berthelot & Moquin-Tandon, 1842) — îles Selvagens et Montana Clara
- Pelagodroma marina eadesorum, Bourne, 1953 — Branco, Ilhéu Cima, Boa Vista, Maio (Cap-Vert)
- Pelagodroma marina marina, (Latham, 1790) — Tristan da Cunha (archipel)
- Pelagodroma marina dulciae, Matthews, 1912 — îles d'Australie méridionale
- Pelagodroma marina maoriana, Matthews, 1912 — îles au large de la Nouvelle-Zélande
- Pelagodroma marina albiclunis, Murphy & Irving, 1951 — île Macauley

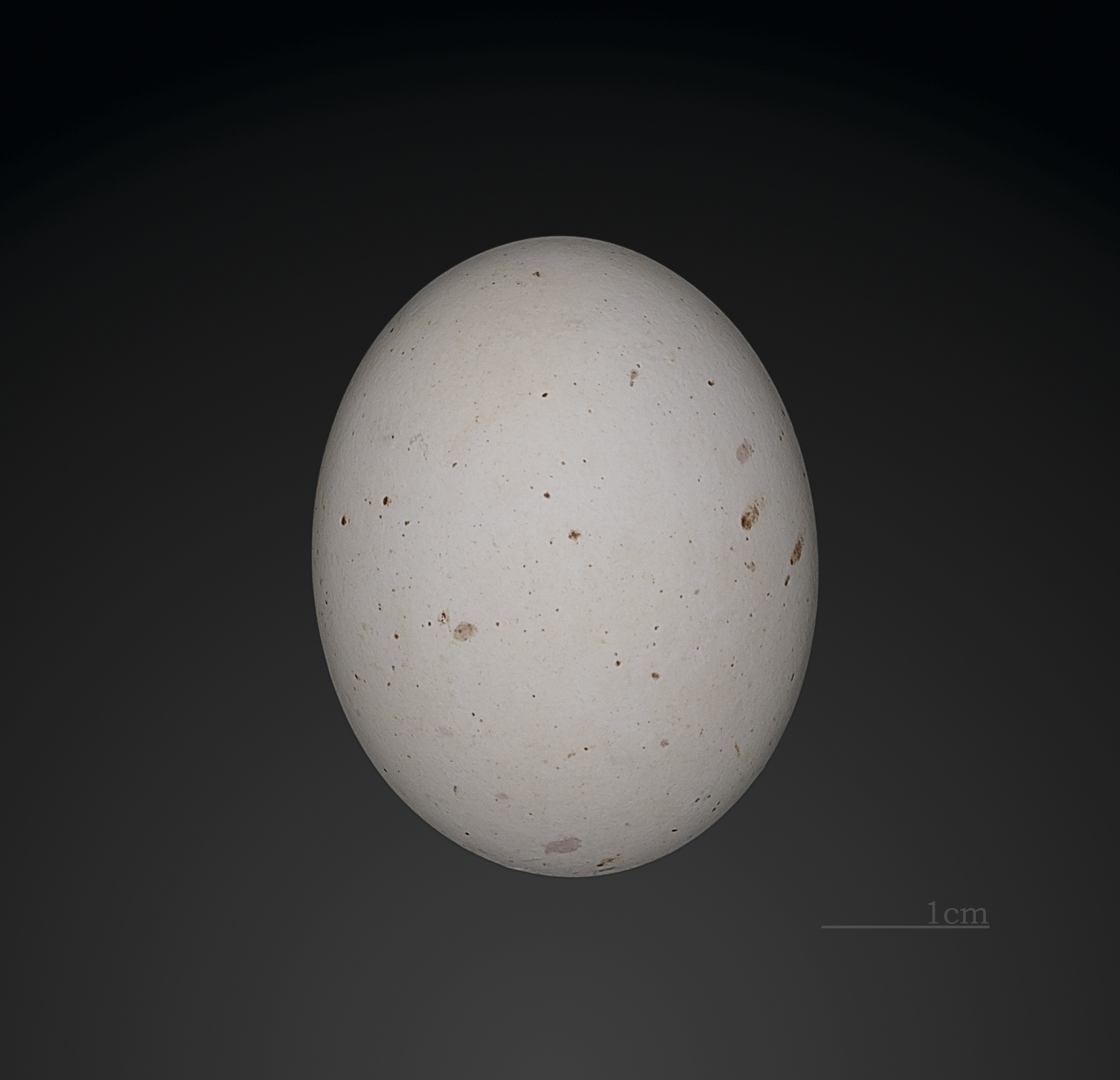
Œuf de Pelagodroma marina - Muséum de Toulouse